# 丁榕 (進士)
丁榕（1880年—1957年），字斐章，浙江省山陰縣人，曼徹斯特維多利亞大學畢業，法政科進士。

## 生平[1]
- 父母早亡,他離開鄉間學習收發電報,後到上海入中西書院學習英文。畢業後入廣學會，協助翻譯英文書籍，介紹人是後來成為其舅兄的謝洪賚。後隨李提摩太去英國，先入里茲大學,第二年轉入曼徹斯特維多利亞大學。1907年獲法學士,1909年又連獲文學士、文學碩士學位。他還常去倫敦林肯律師學院參加演講辯論等活動,從而獲得大律師執照。
- 宣統三年（1911年）九月，經學部驗看考試列最優等，賞給法政科進士[2]。
- 後到上海,加入高易公館律師事務所,任組合律師。
- 南京臨時政府司法部提法司任命丁榕等32人為公家律師。
- 商務印書館董事和法律顧問、五洲大藥房、固本肥皂廠、華安人壽保險公司、光華火油公司和康元制雌廠等企業法律顧問。上海留英同學會會、律師公會會員、中華文化基金會理事等社會職務。

## 著作
- 『上海公共租界之治外法權及會審公廨』，《東方雜誌》第十二卷第四號 民國四年四月一日(1915年4月1日) 英國維多利亞大學法學士倫敦林肯會律師 丁榕斐章